# 西日本新聞ニュース
西日本新聞ニュース（にしにっぽんしんぶんニュース）は、西日本新聞社が配信している地域の放送局または、列車内、ビルの電光掲示板などで放送されているニュース。

## 放送
- 基本的に、各社自主制作のローカルニュースに「協力」するという形をとるが、TVQでは「制作」するという形をとる。

1. TNCテレビ西日本では2016年3月までの日曜11:50 - 12:00の「産経テレニュースFNN」を項目題に差し替えて放送していた。もともとは「FNN 西日本新聞ニュース」というタイトルだったが、2005年頃から「FNN」を外している。また、同社ではほかのニュースでも「TNC 西日本新聞」のクレジットを入れて放送している。2006年7月1日の地上デジタル放送開始後は、「TNCニュース」からも、「FNN」が外れ、代わりに「テレビ西日本」が入った。2011年度までは報道部が個別に契約していた女性フリーアナウンサーによるローテーション担当であったが、大きな職制変更があった2012年度以降は原則として正社員アナウンサーの担当となっている。2016年3月で「産経テレニュース」が終了し、4月からは「FNNスピークWeekend」（公式番組表及びEPG上はFNNスピーク）が開始したことからタイトル差し替え無しになった。TNC以外のテレビ局では、SAGATVなど九州地区のFNN系列放送局とTVQ九州放送で放送中。
2. FNN冠が外れる辺りまで、はごろもフーズやサンリブ・マルショクグループがスポンサーだったこともあったが、後にノンスポンサー（完全スポットCM）となり、現在に至る。
3. ラジオ局では、CROSS FMなど九州のFM各局がニュース配信を受けている。いずれも西日本新聞単独ではなく、読売新聞、朝日新聞、毎日新聞や地元の新聞社とあわせて曜日・時間を決めて放送されている。
4. 1950-60年代はRKB毎日放送でも放送されていた。

TVQでの放送時間
- 土曜・日曜 17:25 - 17:30
- 祝日・お盆・年末年始 16:50 - 16:54
  - いずれもテレQニュースとして放送。

## 電光掲示板
1. 福岡市中央区天神の西日本新聞会館外壁に屋外ディスプレイを設置し、紙面記事などを紹介。
2. JR九州の九州新幹線車内電光表示装置にて、営業区間内限定でヘッドラインニュースを提供。過去には主要駅にLED表示器が設けられ最新のニュースが配信されていたが、駅の改修や技術革新などで表示器は撤去されている。
3. JR博多シティ内各所設置のディスプレイ装置にて随時ニュースを配信。